# Viatcheslav Troubnikov
Viatcheslav Ivanovitch Troubnikov (en russe : Вячеслав Иванович Трубников), né le 25 avril 1944 à Irkoutsk (Russie), a été le directeur du SVR de janvier 1996 à mai 2000.
De mai 2000 à juillet 2004, Troubnikov a été le premier adjoint au ministre des affaires étrangères et l’envoyé spécial présidentiel (au rang du ministre fédéral) dans les pays de la Communauté des États indépendants (CEI). Depuis le 29 juillet 2004 Troubnikov est l’ambassadeur de Russie en Inde.
Troubnikov a consacré une large partie de sa carrière opérationnelle d’espion en Inde et faisait partie de ce que l’on appelle la « mafia indienne » du SVR. La nomination d’un ancien directeur du SVR comme ambassadeur de Russie dans ce pays émergeant important aurait de quoi inquiéter un certain nombre de puissances dans la région.[pourquoi ?]